# Йонхор
Йонхор (рос. Ёнхор) — село Джидинського району, Бурятії Росії. Входить до складу Сільського поселення Йонхорське.
Населення — 797 осіб (2015 рік).